# Sociedad Deportiva Eibar 2019-2020
Questa voce raccoglie le informazioni riguardanti la Sociedad Deportiva Eibar nelle competizioni ufficiali della stagione 2019-2020.

## Maglie e sponsor
| Casa | Trasferta | Terza divisa |

Sponsor ufficiale: Avìa
Fornitore tecnico: Joma

## Organico

### Rosa
Aggiornata al 12 agosto 2019.
| N. |                       | Ruolo | Calciatore      |
| -- | --------------------- | ----- | --------------- |
| 1  | Serbia (bandiera)     | P     | Marko Dmitrović |
| 3  | Spagna (bandiera)     | D     | Pedro Bigas     |
| 4  | Spagna (bandiera)     | D     | Iván Ramis      |
| 6  | Spagna (bandiera)     | C     | Sergio Álvarez  |
| 7  | Spagna (bandiera)     | A     | Quique González |
| 8  | Senegal (bandiera)    | C     | Papa Diop       |
| 9  | Spagna (bandiera)     | A     | Sergi Enrich    |
| 10 | Spagna (bandiera)     | C     | Edu Expósito    |
| 11 | Spagna (bandiera)     | D     | Álvaro Tejero   |
| 12 | Portogallo (bandiera) | D     | Paulo Oliveira  |
| 14 | Cile (bandiera)       | A     | Fabián Orellana |
| 15 | Spagna (bandiera)     | D     | José Ángel      |

| N. |                      | Ruolo | Calciatore           |
| -- | -------------------- | ----- | -------------------- |
| 16 | Argentina (bandiera) | A     | Pablo de Blasis      |
| 17 | Spagna (bandiera)    | A     | Kike                 |
| 18 | Uruguay (bandiera)   | C     | Sebastián Cristóforo |
| 19 | Brasile (bandiera)   | A     | Charles              |
| 20 | Spagna (bandiera)    | D     | Roberto Correa       |
| 21 | Spagna (bandiera)    | A     | Pedro León           |
| 22 | Giappone (bandiera)  | C     | Takashi Inui         |
| 23 | Spagna (bandiera)    | D     | Anaitz Arbilla       |
| 24 | Argentina (bandiera) | D     | Esteban Burgos       |
| 25 | Spagna (bandiera)    | P     | Yoel Rodríguez       |
| 31 | Spagna (bandiera)    | D     | Sergio Cubero        |